# Anoura
Anoura és un gènere de ratpenats de la família dels fil·lostòmids. Viu a Centreamèrica i Sud-amèrica.

## Taxonomia
- A. carishina
- Ratpenat llengut de cua petita (Anoura caudifer)
- Ratpenat llengut de Wercklea (Anoura cultrata)
- A. fistulata
- Ratpenat llengut de Geoffroy (Anoura geoffroyi)
- Ratpenat llengut veneçolà (Anoura latidens)
- Anoura luismanueli